# Euthymīs Rentzias
Euthymīs Rentzias (in greco Ευθύμης Ρεντζιάς?; Trikala, 11 gennaio 1976) è un ex cestista greco, professionista nella NBA e in Europa.

## Carriera
Venne selezionato dai Denver Nuggets al primo giro del Draft NBA 1996 (23ª scelta assoluta).
Si ritirò a soli 30 anni per infortuni.
Con la Grecia disputò i Giochi olimpici di Atlanta 1996, due edizioni dei Campionati mondiali (1994, 1998) e quattro dei Campionati europei (1995, 1997, 2001, 2003).

## Palmarès
- Campionato spagnolo: 2

Barcellona: 1998-99, 2000-01
- Coppa di Grecia: 1

PAOK Salonicco: 1994-95
- Copa del Rey: 1

Barcellona: 2001
- Liga catalana: 2

Barcellona: 2000, 2001
- Coppa di Turchia: 1

Ülkerspor: 2003-04
- Coppa Korać: 2

PAOK Salonicco: 1993-94
Barcellona: 1998-99
- Supercoppa italiana: 1

Siena: 2004